# Gringo wśród dzikich plemion
Gringo wśród dzikich plemion – książka przygodowa i podróżnicza Wojciecha Cejrowskiego, opowiadająca o wyprawach autora do ostatnich dzikich plemion Amazonii. Książka zawiera również fotografie z wypraw w różne rejony świata. Wydana przez wydawnictwo Bernardinum oraz Poznaj świat w 2003 roku. Wydano także serię „pachnącą dżunglą” – nasączoną olejkiem zapachowym.
Do marca 2009 sprzedano 250 000 egzemplarzy. W czerwcu 2011 sprzedano 500 000 egzemplarz, po czym wypuszczono wydanie jubileuszowe ze złotą okładką, nazywane „złotą książką”.

## Nagrody
- Bestseller według Empiku 2008 – za najlepiej sprzedającą się książkę
- „Bursztynowy Motyl” 2003 – nagroda im. Arkadego Fiedlera dla najlepszej książki podróżniczej roku